# Wysoki Średnie
Wysoki Średnie – wieś w Polsce położona w województwie świętokrzyskim, w powiecie staszowskim, w gminie Bogoria.
W latach 1975–1998 miejscowość administracyjnie należała do województwa tarnobrzeskiego.

## Dawne części wsi – obiekty fizjograficzne
W latach 70. XX wieku przyporządkowano i opracowano spis lokalnych części integralnych dla Wysok Średnich zawarty w tabeli 1.

| Nazwa wsi – miasta    | Nazwy części wsi – miasta | Nazwy obiektów fizjograficznych – charakter obiektu |
| --------------------- | ------------------------- | --- |
| I. Gromada SZCZEGLICE |                           | |
| 1. Wysoki Średnie     | —                         | 1. Doły — pole 2. Doły Podleśne — pole, wąwozy 3. Drożyska — pole 4. Modrzewie — pole 5. Pastwiska — pole 6. Pod Wierzbami — pole 7. Pod Zagorzycami — pole 8. Podleśne Pola — pole 9. Rogatki — pole 10. Sadzawki — pole, łąka 11. Szerokie Łąki — łąka 12. Wąkop — wąwóz 13. Za Górną Drogą — pole |

## Historia
Według Jana Długosza (Długosz, L.B., I, 318, 319, II, 332, 333) w XV wieku rozróżniano cztery wsie o nazwie Wysokie: prima, secunda, tertia i quarta alias Mała Wieś. Później używano też nazwy Wysoczki, następnie Wysoki. 
W r. 1578 wieś Wysoczki Minor znajdowała się w parafii Szczeglice i należała do Jakuba i Walentego Wysockich oraz Stanisława Niedźwickiego. We wsi było 5 osadników na 1,25 łana, 4 zagrodników z rolą, 1 komornik i 1 lub 2 ubogich.
Wieś w 1629 roku została odnotowana w rejestrze poborowym powiatu sandomierskiego (w opracowaniu z 2012 r. figuruje pod nazwą Wysokie Średnie) jako własność Pakosława Wójcickiego (vel Wojczyckiego), który płacił z niej podatek za 1,25 łana w wysokości 9 złp. (florenów) 24 gr..
Według rejestru poborowego powiatu sandomierskiego z 1629 roku we wsi tej mieszkało: 5 chłopów, którzy gospodarowali na 1,25 łana i płacili z tego tytułu 5 florenów podatku; 4 ogrodników z ziemią, którzy płacili 3 floreny i 6 groszy poboru; 1 komornik z bydłem, który płacił 1 floren i 2 groszy poboru oraz 2 ubogich komorników, którzy płacili 16 groszy podatku. 
Słownik Geograficzny opisuje w wieku XIX Wysoczki Średnie jako wieś i folwark w powiecie sandomierskim, gminie Górki i parafii Szczeglice. W 1827 roku liczyły łącznie 11 domów i 40 mieszkańców. W r. 1886 folwark Wysoki Średnie alias Wielkie był rozległy na 184 mórg, zaś we wsi było 6 osadników na 45 morgach. W 1895 roku wieś i folwark liczyły 8 domów i 71 mieszkańców. Obejmowały 234 morgi dworskie i 45 mórg włościańskich

## Literatura
1. Zbigniew Anusik. Własność ziemska w powiecie sandomierskim w roku 1629. „Przegląd Nauk Historycznych 2012, R. XI, Nr.2”.
2. Kaczmarek Leon (red. nauk. zeszytu), Taszycki Witold (red. nauk. wyd.): Urzędowe Nazwy miejscowości i obiektów fizjograficznych. 33. Powiat staszowski województwo kieleckie. Komisja ustalania nazw miejscowości i obiektów fizjograficznych (do użytku służbowego). Z: 33. Warszawa: Urząd Rady Ministrów. Biuro do Spraw Prezydiów Rad Narodowych, 1970. Brak numerów stron w książce